# Dmitri Grúzdev
Dmitri Grúzdev (en rus: Дмитрий Груздев) (13 de març de 1986) és un ciclista kazakh. Professional des de l'any 2006, actualment corre a l'equip Astana Qazaqstan Team.
Bon contrarellotgista, ha guanyat tres cops el Campionat nacional de l'especialitat. Destaca també la victòria als Jocs Asiàtics en Contrarellotge per equips.

## Palmarès
- 2006
  -  Medalla d'or als Jocs Asiàtics de Doha en Contrarellotge per equips (amb Ilya Chernyshov, Alexandr Dymovskikh i Andrei Mizúrov)
- 2008
  - Vencedor d'una etapa al Tour de Hainan
- 2011
  -  Campió del Kazakhstan en contrarellotge
- 2012
  -  Campió del Kazakhstan en contrarellotge
  - 1r al Tour de Hainan i vencedor d'una etapa
- 2014
  -  Campió d'Àsia en contrarellotge
- 2016
  -  Campió del Kazakhstan en contrarellotge
- 2017
  -  Campió d'Àsia en contrarellotge
- 2024
  -  Campió del Kazakhstan en ruta
  -  Campió del Kazakhstan en contrarellotge

### Resultats al Giro d'Itàlia
- 2013. 146è de la classificació general

### Resultats al Tour de França
- 2014. 130è de la classificació general
- 2015. 121è de la classificació general
- 2017. 115è de la classificació general
- 2018. Fora de control (12a etapa)
- 2021. 113è de la classificació general
- 2022. 114è de la classificació general

### Resultats a la Volta a Espanya
- 2016. 119è de la classificació general
- 2020. 93è de la classificació general